# Fourmi pot-de-miel
Taxons concernés
- Le genre Myrmecocystus
- Camponotus inflatus
- Trimeni Plagiolepis
- Melophorus bagoti (en)
- Melophorus cowlei
- Certaines espèces du genre Leptomyrmex (en)modifier

La dénomination Fourmi pot-de-miel, ou Fourmi à miel ou encore Fourmi mellifère est utilisée pour désigner plusieurs espèces de fourmis dont certaines ouvrières (les fourmis gourdes) accumulent du miellat de pucerons (et non du miel) qu'elles gardent dans leur gros gastre (plus précisément dans leur jabot social) et restent accrochées au plafond des galeries toute leur vie. Ces fourmis servent de réservoir vivant aux autres fourmis de la colonie qui viennent leur donner ou y puiser du miellat par trophallaxie. Les fourmis pot-de-miel des genres Camponotus et Melophorus (en) vivent dans les régions semi-désertiques d'Australie où elles creusent des galeries qui vont deux mètres sous terre. D'autres espèces sont présentes en Afrique et Amérique du Nord.

## Espèces désignées par ce nom
La dénomination fourmi pot-de-miel peut désigner plusieurs espèces :
- le genre Myrmecocystus présentes en Amérique du Nord ;
- Camponotus inflatus, du genre Camponotus, présente en Australie ;
- certaines espèces du genre Leptomyrmex (en) en Australie, Nouvelle-Calédonie et Nouvelle-Guinée ;
- Trimeni Plagiolepis au Natal en Afrique du Sud ;
- Melophorus bagoti (en) et Melophorus cowlei dans le désert australien.

## Alimentation humaine
Les fourmis pot-de-miel sont recherchées par certains peuples. Les aborigènes d'Australie repèrent les nids des fourmis Camponotus inflatus et creusent le sol à la recherche de leur précieux nectar,. Au Mexique, les Myrmecocystus sp. font partie des coutumes culinaires locales.

## Aspects culturels
- Rêve de la fourmi à miel dans l'art des aborigènes d'Australie.